# Regina Relang
Regina Relang (Stuttgart, 23 de agosto de 1906- Múnich, 1989) apellidada Lang-Kurz realmente, fue una conocida fotógrafa alemana especializada en moda, pero que se esforzaba en mostrar claramente su sello artístico en todas sus imágenes y trabajaba como independiente. Su hermana Urs también fue fotógrafa y su otra hermana, Anni, fue diseñadora de joyas.

## Biografía
Regina Lang era hija del artista Paul Lang-Kurz, profesor de la Academia de Arte de Stuttgart y de Minna Kurz (1877–1928), artista telar y alumna de Maximilian Dasio. Su hermana Urs también fue fotógrafa.
Regina estudió pintura en la escuela profesional de Krefeld, la academia estatal de arte de Stuttgart y la academia de la Steinplatz de Berlín. Finalmente se graduó en 1932 como profesora de arte. Posteriormente enriqueció su formación en la academia Ozenfant junto al pintor francés Amédée Ozenfant.
Sus primeras fotografías parece ser que fueron realizadas por el ánimo de su hermana Urs, que había estudiado fotografía en París, donde la siguió Regina, y también le ayudó a ello su hermana, Anni.
A partir de 1936, publicó las fotografías de sus viajes por todo Europa, incluyendo Mallorca y Turquía, que había empezado en 1932 y realizó hasta 1939, fecha de inicio de la Segunda Guerra Mundial.
Entretanto publicaba fotografía de moda para las más importantes revistas europeas y norteamericanas, como Vogue, Madame, Bild der Frau o Harper’s Bazaar.
Tras la Segunda Guerra Mundial se trasladó a Múnich. Un par de veces al año documentaba y publicaba sus fotografías sobre las presentaciones de las colecciones de Florencia, Roma, París y Berlín, trabajando para diseñadores como Christian Dior, Pierre Cardin o Yves Saint Laurent. 
En las décadas de los 50 y 60 era la más popular y considerada fotógrafa de moda alemana.
En el año 1958 ocho de las doce portadas de la revista Madame publicaron imágenes de Regina Relang.

## Exposiciones  (selección)
Desde 1976 a 1988 se realizaron decenas de exposiciones de la obra de Regina Relang por toda la República Federal Alemana, imágenes que hoy en día se conservan en el Münchner Stadtmuseum.

## Publicaciones (selección)
- 2005. El elegante mundo de Regina Relang. Editorial Hatje Cantz.[4]

## Premios
- 1972. Medalla David-Octavius-Hill de la Sociedad alemana de Fotógrafosder Gesellschaft deutscher Lichtbildner.
- 1972. Cruz alemana del mérito.
- 1976. Premio Cultural de la Sociedad Alemana de la fotografía, junto a Rosemarie Clausen y Liselotte Strelow)